# Kornmodsglansen
Kornmodsglansen (kornblixt) är en sång från 1879 som komponerades av Peter Erasmus Lange-Müller och med text av dennes bror Erik Lange-Müller. Den är skriven för manskvartett eller solo med piano.
I gamla tider sades det att ljuset som kornblixten skapade gjorde att kornet mognade (kornmod). Sången nämns kort i början av Hjalmar Söderbergs Den allvarsamma leken.

## Text
Kornmodsglansen ved Midnatstid
lysner bag fjerne Skove.
Skøn Jomfru, du træde til Vinduet hid.
Nu er det ej Tid at sove!
Se ud, se ud!
Thi Natten funkler med Stjerneskud.

Gemmer du ønsker dybt i din sjæl,
så lad dem mod himlen hæves.
Når stjernerne falde, da ved du vel,
ønsker man ikke forgæves.
Se ud, se ud!
Thi natten funkler med stjerneskud.

Ønsk ikke tilbage til den tid, der for hen,
og sommerens falmende blommer.
Ønsk kun, at de rødeste roser igen
må blomstre næste skærsommer.
Se ud, se ud!
Thi natten funkler med stjerneskud.

Svensk översättning:
Kornmodsglansen (Kornblixten)
Lysner (Ljusnar, lyser till)
Vinduet (Fönstret)
Funkler (Gnistrar)
Stjerneskud (Stjärnskott)
Ønsker (Önskningar)
Falmende (bleknande)
Skærsommer (Åld.. Juni månad)